# Cazaci din Siberia
Cazacii siberieini au fost cazacii care s-au așezat în Siberia începând cu secolul al XVI-lea, după cucerirea acestei regiuni de către Ermak Timofeevici.
La început, întreaga populație rusă din Siberia, în special „servitorii țarului” (cлужилые люди, supuși ai monarhului care aveau anumite obligații fiscale și militare), era considerată ca fiind „cazăci”, dar aceasta nu reflecta decât în sens vag situația lor de persoane care nu erau legați în niciun fel de stăpânii feudali, dar care nu erau nici țărani în adevăratul înțeles al cuvântului. Cei mai mulți dintre acești oameni veneau din partea de nord-vest a Rusie și aveau prea puține legături cu cazacii din regiunile Donului sau Zaporijiei. 
Împăratul Alexandru I a creat în 1808 „Armata cazacilor siberieni’’. Armata cazacilor din Semirecie a fost creată în 1867 în paralel cu Armata siberiană, pentru satisfacerea nevoile militare imperiale în Kazahstan și Kîrgîzstan. 
Cazacii siberieni au participat la aproape toate conflictele militare ruse din secolele al XIX-lea și al XX-lea. Armata cazacilor siberieni a fost dizolvată în mod oficial în 1918. Un mare număr de cazaci siberieni a format unități militare și s-a alăturat forțelor „albe” de sub comanda amiralului Kolceak, implicate în lupta împotriva „roșiilor” – bolșevici. 
În timpul celui de-al Doilea Război Mondial, cea mai mare parte a cazacilor siberieni a luptat în rândurile Armatei Roșii. A existat un număr de cazaci siberieni care s-a alăturat Diviziei I din cadrul Corpului al XV-lea SS de cavalerie cazacă. Ei au fost încadrați în Regimentul al 2-lea și Brigada I. În 1945, cei mai mulți dintre cazacii siberieni căzuți prizonieri la Aliații occidentali au fost predați de către aceștia autorităților militare sovietice în cadrul Operațiunii Keelhaul. 
Tradiția militară a cazacilor siberieni este continuată în zilele noastre de către un regiment de infanterie din Borzia din cadrul Regiunii militare siberiene. 